# 실곤약
실곤약(-菎蒻) 또는 곤약국수(菎蒻--)는 국수 형태의 곤약이다. 과거에 일본 간토 지방에서 눌러 뽑은 것을 "흰 폭포"라는 뜻의 시라타키(일본어: 白滝)로, 간사이 지방에서 칼로 썬 것을 "실 곤약"이라는 뜻의 이토콘냐쿠(일본어: 糸こんにゃく)로 불렀으나, 현재는 구분 없이 눌러 뽑는 방식으로 만들어진다. 흰것을 "시라타키"로, 해초 가루 등을 섞어 색깔이 짙은 것을 "이토콘냐쿠"로 부르기도 하며, 더 굵은 것을 "이토콘냐쿠"로 부르고 비교적 가는 것을 "시라타키"로 부르기도 한다.

## 사진

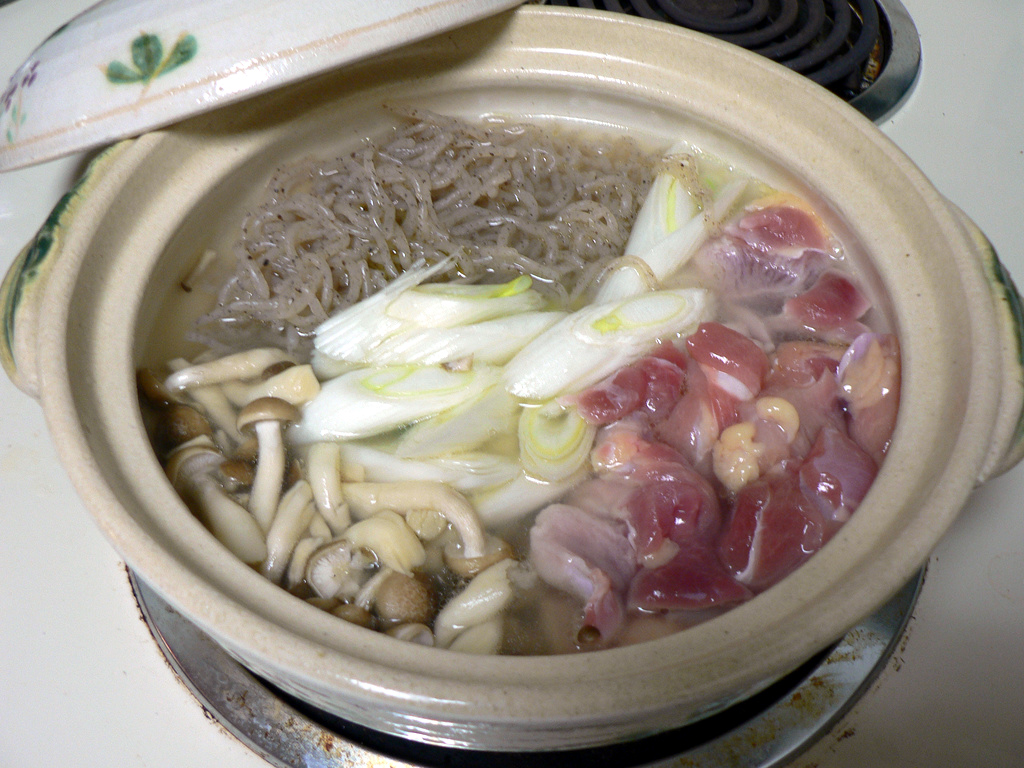
도나베에 든 실곤약

## 같이 보기
- 구즈키리
- 당면